# Kościół św. Rodziny w Bytomiu-Bobrku
Kościół świętej Rodziny w Bytomiu-Bobrku – jeden z zabytkowych kościołów w Bytomiu, w województwie śląskim. Należy do dekanatu Bytom-Miechowice. Mieści się przy ulicy Konstytucji, w dzielnicy Bobrek.

## Historia

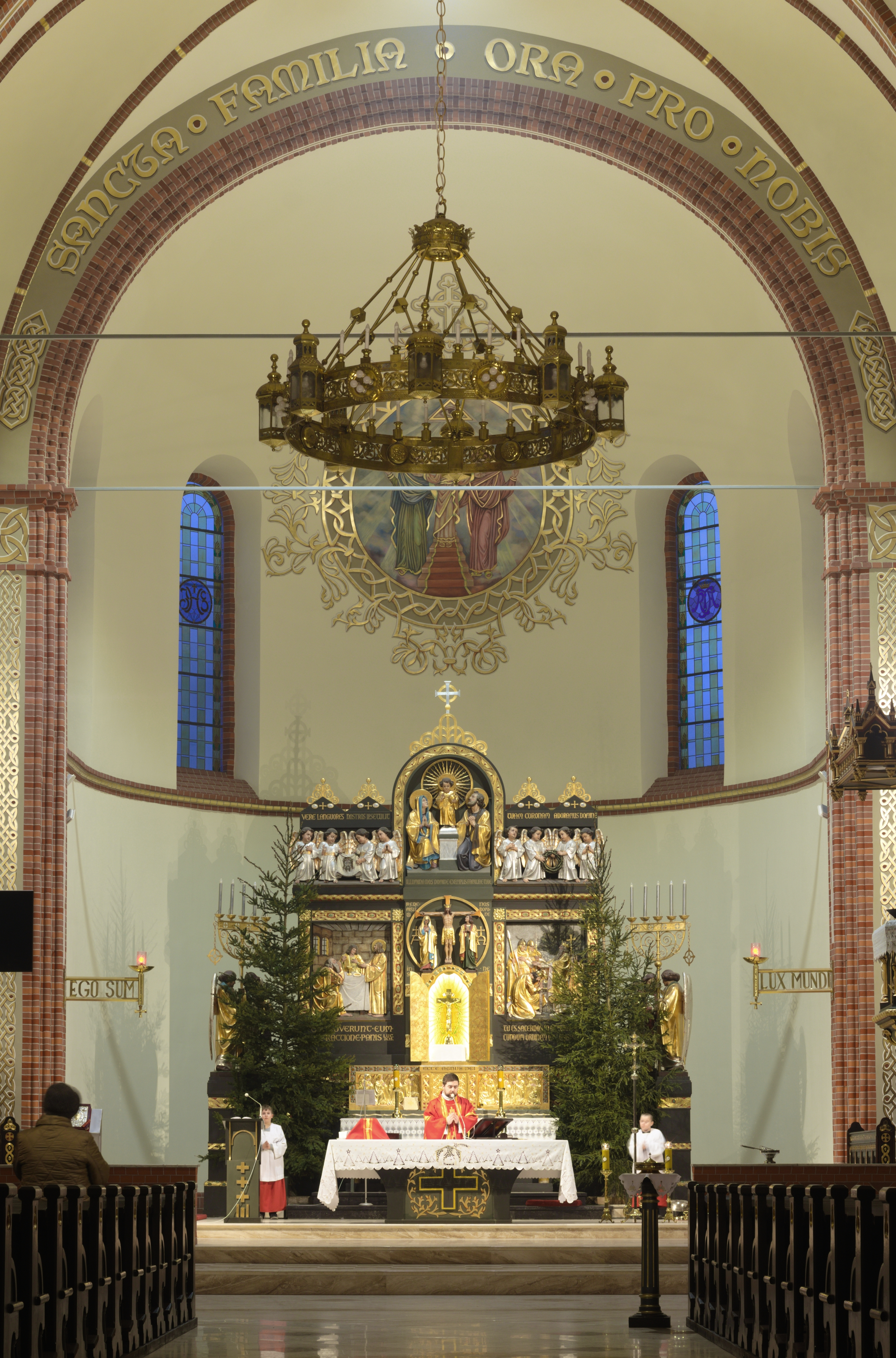
Prezbiterium (2020)

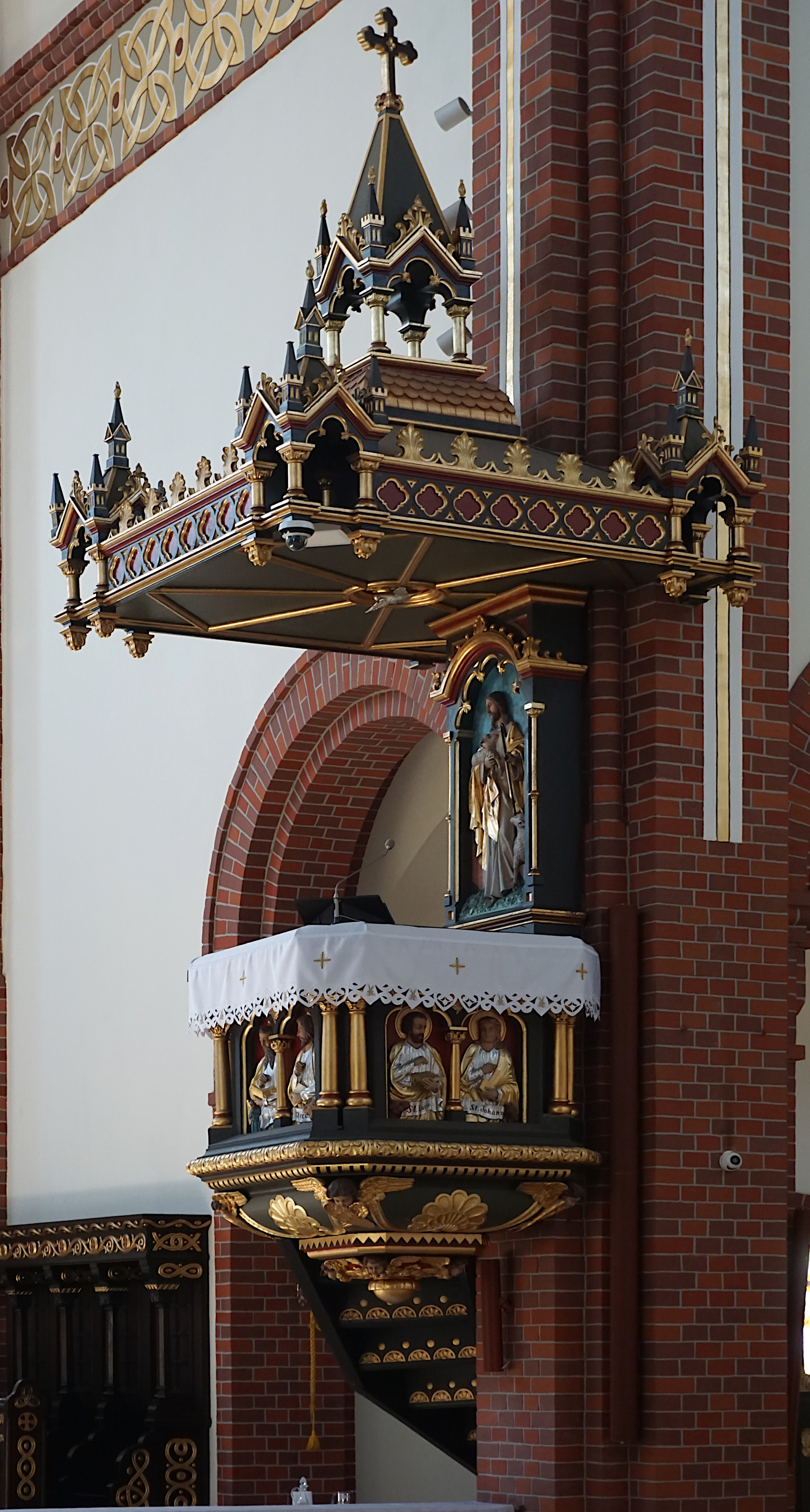
Ambona

Pierwotnie Bobrek należał do parafii Świętego Krzyża w Miechowicach. Znaczny przyrost naturalny spowodował podjęcie przez ówczesnego proboszcza parafii miechowickiej ks. prałata Jana Kubotha starań o budowę kościoła w Bobrku. Budowa kościoła rozpoczęła się w dniu 28 marca 1900 roku. Projekt kościoła został opracowany przez architekta Ludwika Schneidera z Opola. Świątynia miała reprezentować styl neoromański. Fundatorami świątyni zostali: hrabia Schaffgotsch, dyrektor huty żelaza "Julia" Tramer, Fundusz Górników, hrabia Thiele-Winckler z Miechowic, parafianie Bobrka i Miechowic, Paweł Bujakowski, restaurator Sobota oraz gospodarz Antoni Mierzwa z Bobrka. Świątynia została poświęcona w dniu 31 sierpnia 1902 roku przez księdza radcę Schirmeisena, konsekrowana w dniu 18 czerwca 1905 roku przez księdza kardynała Jerzego Koppa. Parafia została erygowana w dniu 20 marca 1906 roku. Pierwszym jej duszpasterzem został ksiądz Józef Kubis.

## Wyposażenie

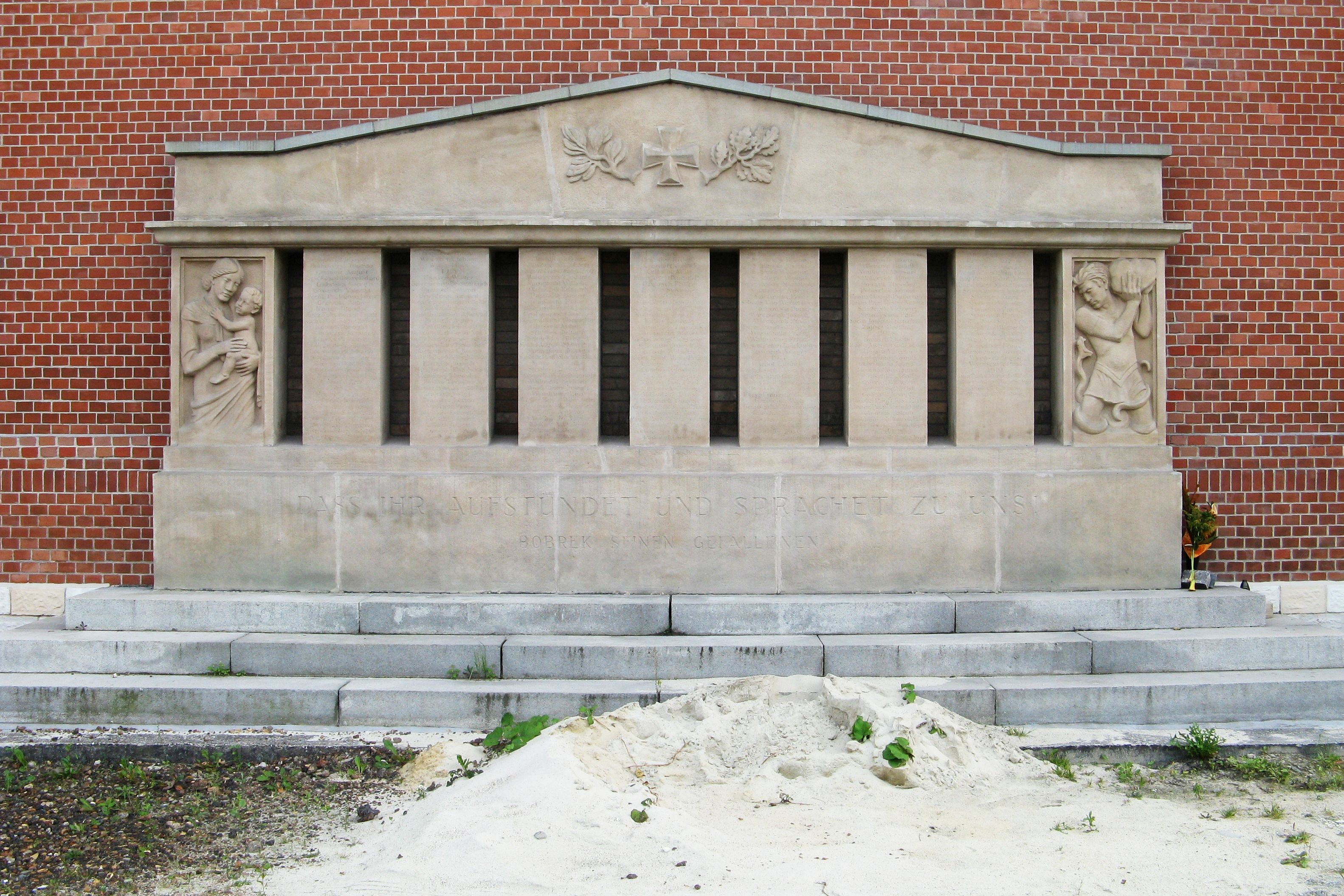
Pomnik pamięci mieszkańców Bobrka, poległych i zaginionych podczas I wojny światowej, na północnej elewacji kościoła św. Rodziny w Bytomiu-Bobrku, odsłonięty w 1925 roku (2019)

W świątyni zachowało się pierwotne wyposażenie w stylu neoromańskim, pochodzące z początków XX wieku. Ołtarz główny pod wezwaniem Świętej Rodziny, został wykonany przez artystę J. Schneidera i jest zaliczany jest do współczesnych dzieł sztuki. Ołtarze boczne pod wezwaniem Najświętszego Serca Pana Jezusa oraz pod wezwaniem Najświętszej Maryi Panny wykonał F. Masorz z Rybnika. W kościele znajdują się również: ambona wykonana przez artystę J. Rifessera z Grödeln z Tyrolu, prospekt organowy zbudowany przez firmę Riegera, figury św. Anny i św. Antoniego oraz witraż o tematyce figuralnej wykonany przez firmę Mayer z Monachium. Pozostałe witraże są powojenne i pochodzą z lat sześćdziesiątych XX wieku. Ołtarze znajdujące się w nawach bocznych: pod wezwaniem Matki Bożej Fatimskiej oraz pod wezwaniem Krzyża Świętego, jak i pozostałe figury są również powojenne.